# Belagerung von Karthago
Die Belagerung von Karthago war die letzte und entscheidende Schlacht des Dritten Punischen Krieges. Die vollständige Zerstörung der Stadt beendete die Existenz des Karthagischen Reiches. 

## Ausgangslage
Nach der Niederlage im Zweiten Punischen Krieg konnten die Karthager ihre einstige wirtschaftliche Größe wiederaufbauen und avancierten in den Augen der Römer zu einem gefährlichen Gegner. Im Senat gab es wiederholt kritische Stimmen gegenüber Karthago. So wiederholte Cato der Ältere bei jeder seiner Reden vor dem Senat den Satz: Ceterum censeo Carthaginem esse delendam („Im Übrigen bin ich der Meinung, dass Karthago zerstört werden muss“). 
Die Karthager durften aufgrund der Bestimmungen des Friedensvertrages von 201 v. Chr. nur mit der Erlaubnis Roms Krieg führen, wurden aber Opfer von spontanen Raubzügen des numidischen Herrschers Massinissa. Ein den Römern nicht angekündigter Feldzug gegen Massinissa wurde zum casus belli für den Dritten Punischen Krieg.

## Die Belagerung
149 v. Chr. wurden auf Sizilien ca. 80.000 Mann Fußvolk und 4.000 Reiter unter Manius Manilius zusammengezogen, um nach Utica in Nordafrika überzusetzen. Nach der Landung in Afrika kamen die Karthager der Forderung der Römer, die Waffen niederzulegen, zwar nach und lieferten laut Polybios 20.000 Waffenausrüstungen und 2.000 Katapulte ab. Der weitaus drastischeren Forderung, die Stadt zu verlassen, sich in höchstens 15 km Entfernung wieder ansiedeln zu dürfen und Karthago für immer zu schleifen, wollten sich jedoch die Einwohner nicht beugen. Hastig trafen sie Verteidigungsmaßnahmen und stellten 20.000 Verteidiger an den Zugängen der Stadt auf.  
Die Römer begannen daraufhin mit der sich über drei Jahre hinziehenden, anfangs schlecht organisierten Belagerung der Stadt. In diesem Zeitraum gelang es den Karthagern mehrmals, aus der Stadt auszubrechen, Belagerungsmaschinen zu zerstören und römische Soldaten zu töten. Die etwa 500.000 in ihrer Stadt eingeschlossenen Bewohner organisierten zudem den Aufbau einer Waffenproduktion und die ausreichende Versorgung über den Seeweg.
Nach zwei Jahren der erfolglosen Belagerung wurde auf römischer Seite Scipio Aemilianus 147 v. Chr. zum neuen Oberbefehlshaber der in Afrika befindlichen Belagerungsarmee ernannt. Dafür musste extra die Grenze für das Mindestalter von Konsuln herabgesetzt werden. Scipio begann als erstes damit, die Moral der Truppen zu heben und kritische Stimmen der Soldaten, die meist Bauern waren und während der Belagerung langsam verelendeten, verstummen zu lassen. 
Auch stellten sich auf militärischer Seite nach der Ernennung Scipios erste Erfolge ein. So wurde das Landheer der Karthager bei Nepheris geschlagen und mit der Errichtung einer zehn Kilometer langen Kontravallationslinie sowie einer Circumvallation konnte die Stadt an Land vollständig umschlossen werden. Zudem errichteten die Belagerer eine zwei Meter hohe Mauer, auf der Katapulte zum Beschuss der Stadt installiert wurden. Seeseitig wurde eine künstliche Mole aufgeschüttet, um die Versorgung der Stadt durch Schiffe zu verhindern.

## Erstürmung der Stadt
Die Karthager verstärkten ihre Verteidigung auf der Landseite, da sie von dort den entscheidenden römischen Angriff erwarteten. Dieser kam im Frühling 146 v. Chr. jedoch von der Seeseite her. Römische Truppen erklommen die Hafenmauer und konnten diese lange genug halten, um einem Großteil des Heeres den Einmarsch in die Stadt zu ermöglichen. Die Römer kämpften sich nun über die Dächer der Stadt zum Marktplatz vor und besetzten ihn. 

Die Karthager zogen sich daraufhin in den befestigten Stadtteil Byrsa zurück. Dieser wurde von den Römern erst am siebten Tag des Einmarsches in die Stadt erstürmt. Die letzten 900 Verteidiger der Burg des Stadtteils kämpften bis zur völligen Selbstaufgabe. Der karthagische Anführer Hasdrubal flüchtete im letzten Moment aus Furcht vor der Rache der Römer, deren Soldaten er vor ihren Augen gefoltert hatte. Seine Frau verfluchte ihn daraufhin, tötete seine beiden Söhne und sprang mit den letzten Überlebenden in das Feuer des brennenden Tempels von Eschmun. Als Scipio von diesen dramatischen Ereignissen erfuhr, soll er in Anspielung auf die Eroberung Trojas einen Satz von Homer ausgerufen haben: 

„Der Tag vom Fall der heiligen Stadt Troja wird kommen, und König Priamos und sein Krieger werden mitfallen“

 Offenbar fürchtete er, dass Rom eines Tages das Schicksal Karthagos ereilen könnte.

## Auswirkungen

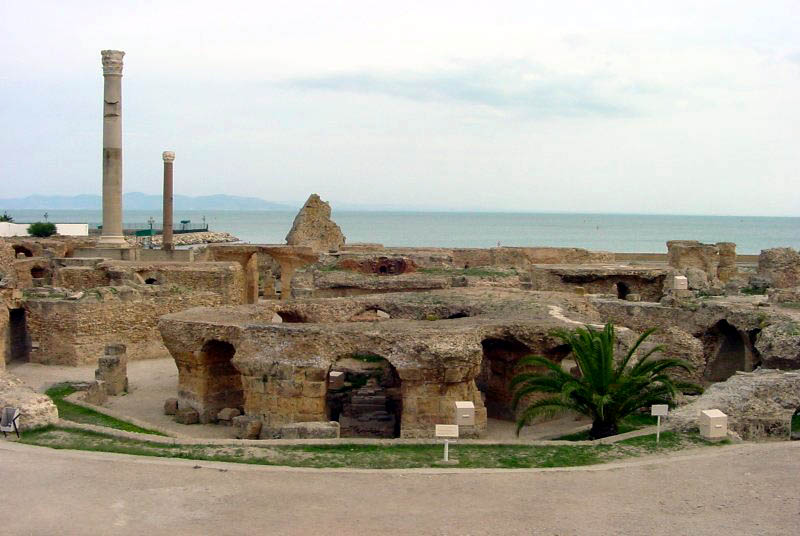
Ruinen von Karthago (Antoninus-Pius-Thermen)

Die 50.000 überlebenden Einwohner wurden allesamt in die Sklaverei verschleppt und die Stadt bis auf die Grundmauern geschleift. Die Legende, dass die Gegend von Karthago mit Salz bestreut wurde, um sie unfruchtbar zu machen, stammt aus dem 19. Jahrhundert und ist heute widerlegt. Jedoch war das Stadtgebiet nach dem Ende des Dritten Punischen Krieges jahrhundertelang unbesiedelt.
Scipio durfte nach dem Ende der Schlacht den Zusatztitel Africanus in seinem Namen führen. Sein Widersacher Hasdrubal starb als Gefangener in Italien.